# Estanh Gelat de Colomèrs
L'estanh Gelat de Colomèrs és un llac glacial que es troba a la conca occidental del Circ de Colomèrs al vessant nord del Pirineu. La seva altitud és 2.588 metres i la seva superfície és de 3,69 hectàrees. Forma part de la zona perifèrica del Parc Nacional d'Aigüestortes i Estany de Sant Maurici, i pertany al terme municipal de Naut Aran a la Vall d'Aran.
Està situat a ponent del Tuc de Pòdo.
Rutes
Es pot accedir a l'estany fent la volta llarga del Circ de Colomèrs. Les fites del sender estan marcades de vermell. Puja cap l'estany Mort, segueix pel Lac de Cabidornat i posteriorment l'estany Gelat fins al Tuc de Pòdo, que franqueja pel nord pel Coll de Pòdo i baixa per la conca oriental, pel costat dels estanys Obago, Redon i Long de Colomèrs.